# Wspólnota administracyjna Bad Friedrichshall
Wspólnota administracyjna Bad Friedrichshall – wspólnota administracyjna (niem. Vereinbarte Verwaltungsgemeinschaft) w Niemczech, w kraju związkowym Badenia-Wirtembergia, w rejencji Stuttgart, w regionie Heilbronn-Franken, w powiecie Heilbronn. Siedziba wspólnoty znajduje się w mieście Bad Friedrichshall, przewodniczącym jej jest Peter Dolderer.
Wspólnota administracyjna zrzesza jedno miasto i dwie gminy wiejskie:
- Bad Friedrichshall, 18 762 mieszkańców, 24,70 km²
- Oedheim – 5923 mieszkańców, 21,26 km²
- Offenau – 2689 mieszkańców, 5,66 km²